# Daniel Peretz
Daniel Peretz (ur. 10 lipca 2000 w Tel Awiwie) – izraelski piłkarz, występujący na pozycji bramkarza w niemieckim klubie Bayern Monachium oraz w reprezentacji Izraela.

## Statystyki

### Klubowe
Na podstawie:
| Klub             | Sezonów | Liga        | Liga  | Liga   | Puchar krajowy | Puchar krajowy | Kontynentalne | Kontynentalne | Suma  | Suma   |
| Klub             | Sezonów | Liga        | Mecze | Bramki | Mecze          | Bramki         | Mecze         | Bramki        | Mecze | Bramki |
| ---------------- | ------- | ----------- | ----- | ------ | -------------- | -------------- | ------------- | ------------- | ----- | ------ |
| Maccabi Tel Awiw | 4       | Ligat ha’Al | 71    | 0      | 7              | 0              | 24            | 0             | 102   | 0      |
| Beitar Tel Awiw  | 1       | Ligat ha’Al | 32    | 2      | 0              | 0              | –             | –             | 32    | 2      |
| Bayern Monachium | 1       | Bundesliga  | 0     | 0      | 1              | 0              | 0             | 0             | 1     | 0      |
|                  | Łącznie | Łącznie     | 103   | 2      | 8              | 0              | 24            | 0             | 135   | 2      |

### Reprezentacyjne
Na podstawie:
| Występy i gole w reprezentacji | Występy i gole w reprezentacji | Występy i gole w reprezentacji | Występy i gole w reprezentacji | Występy i gole w reprezentacji | Występy i gole w reprezentacji | Występy i gole w reprezentacji | Występy i gole w reprezentacji | Występy i gole w reprezentacji |
| Lp.                            | Data                           | Miasto                         | Przeciwnik                     | Wynik                          | Czas                           | Gole                           | Inne                           | Rozgrywki                      |
| ------------------------------ | ------------------------------ | ------------------------------ | ------------------------------ | ------------------------------ | ------------------------------ | ------------------------------ | ------------------------------ | ------------------------------ |
| 1.                             | 20.11.2022                     | Petach Tikwa                   | Cypr                           | 2:3 (0:2)                      | 1′–90′                         |                                |                                | mecz towarzyski                |

## Sukcesy

### Maccabi Tel Awiw
- Puchar Izraela 2020/21
- Superpuchar Izraela 2020/21